# Battaglia di Dhāt al-sawārī
La battaglia navale di Dhāt al-ṣawārī (in arabo معركة ذات الصواري‎?, maʿrakat dhāt al-ṣawārī, lett. "Quella degli alberi [delle navi]") fu combattuta tra Arabi musulmani del Califfato dei Rashidun e Bizantini nel 655. Nelle fonti bizantine la battaglia è conosciuta come "Battaglia di Phoenix".
Dopo le loro spettacolari vittorie sulla terraferma (distruzione totale dell'Impero Persiano in meno di 20 anni) e gravissime amputazioni di quello bizantino in Asia (Siria e Palestina) e in Africa (Egitto), gli Arabi cominciarono ad attaccare l'Impero Romano d'Oriente anche per mare, soprattutto con alcune incursioni a Cipro.
Gli Arabi approntarono quindi, grazie alle maestranze siro-libanesi, una grande flotta capace di combattere da pari a pari con quella bizantina, forte di circa 500 imbarcazioni. Lo scontro fu molto duro e, nonostante la vittoria arridesse agli Arabi di ʿAbd Allāh b. Abī Sarḥ, le perdite furono sensibili da ambo le parti.

## Conseguenze
Secondo Teofane Confessore il Basileus Costante II riuscì a scampare alla morte soltanto facendosi passare per un ufficiale. ʿAbd Allāh b. Abī Sarḥ, per suo canto, non poté sfruttare appieno la vittoria perché fu richiamato urgentemente in patria dopo l'assassinio del califfo ʿOthmàn.
Questo avvenimento segnò l'inizio di secoli di scontri tra flotte musulmane e bizantine e, più in generale, cristiane avvenuti nel Mediterraneo.
Se da un lato la sconfitta bizantina aprì agli Arabi il Mediterraneo orientale, essa servì da sprone anche allo stesso Impero costantinopolitano. La flotta fu infatti profondamente riorganizzata e furono introdotte varie innovazioni tecnologiche, tra cui lo studio della formula di quello che diventerà noto come Fuoco greco